# Journal of Creative Communications
O Journal of Creative Communications é uma publicação científica quadrimestral editada pela SAGE Publications (Nova Delhi, Índia) em parceria com o MICA (instituto), Shela, Ahmedabad, India. Revisada por pares no sistema duplo-cego, promove a investigação de questões da Comunicação na contemporaneidade a partir dos contextos socioeconômico, cultural, tecnológico, gerencial e de marketing. Espaço para discussão teórico-prática das perguntas que emergem de tais reflexões, a publicação incentiva novas formas de analisar a comunicação contemporânea, bem como publica artigos que lidam com a inovação e caminhos alternativos para efetivação de estudos que tensionam as fronteiras conceituais das teorias e práticas comunicacionais. Assim, a publicação abarca uma diversidade de temas e demandas que emergem de áreas como os Estudos Culturais, Mídias Sociais, Tecnocultura; Marketing e Comunicação; Comunicação Organizacional; Gestão da Comunicação; Comunicação de Massa, Novas Mídias e Comunicação para o Desenvolvimento, entre outros.
Esta publicação integra o Committee on Publication Ethics (COPE).

## Indexação
O Journal of Creative Communications está indexado nas seguintes bases:
- Emerging Sources Citation Index;
- DeepDyve;
- Dutch-KB;
- Pórtico;
- en:EBSCO;
- en:Indian Citation Index;
- en:J-Gate;
- OCLC;
- Ohio;
- SCOPUS;
- en:University Grants Commission (India).

## Editores Associados
- Kallol Das - MICA (instituto);
- Kjerstin Thorson - Universidade Estadual de Michigan;
- Nebojsa Davcik - ISCTE - Instituto Universitário de Lisboa;
- Rajat Roy - Universidade de Bond.[4]